# North London Line
| Triebzug der Reihe 378 im Bahnhof Canonbury |                      |                                                 |                                                 |
| |                      |                                                 |                                                 |
| Spurweite: | 1435 mm (Normalspur) |                                                 |                                                 |
| Stromsystem: | 750 V =              |                                                 |                                                 |
| Stromsystem: | 25 kV, 50 Hz ~       |                                                 |                                                 |
| Zweigleisigkeit: | ja                   |                                                 |                                                 |
| |                      |                                                 |                                                 |
| \| \| \| Richmond \| \| \| \| \| Verbindung zur Windsor Line \| \| \| \| \| Kew Gardens \| \| \| \| \| Themse (Kew Railway Bridge) \| \| \| \| \| Hounslow Loop Line \| \| \| \| \| zur Hounslow Loop Line \| \| \| \| \| Gunnersbury \| \| \| \| \| zur District Line \| \| \| \| \| District Line und Piccadilly Line \| \| \| \| \| zur Hounslow Loop Line \| \| \| \| \| ehem. Zweig der District Line \| \| \| \| \| South Acton \| \| \| \| \| \| \| \| \| \| Acton Central \| \| \| \| \| Great Western Main Line \| \| \| \| \| Central Line \| \| \| \| \| GW Chiltern Connection \| \| \| \| \| zur West Coast Main Line \| \| \| \| \| West London Line \| \| \| \| \| West Coast Main Line \| \| \| \| \| Willesden Junction DC Line/Bakerloo Line \| \| \| \| \| zur DC Line \| \| \| \| \| zur West Coast Main Line \| \| \| \| \| Wendeanlage Kensal Green \| \| \| \| \| Kensal Green & Harlesden (1861–1873) \| \| \| \| \| Kensal Rise \| \| \| \| \| Brondesbury Park \| \| \| \| \| Brondesbury \| \| \| \| \| Chiltern Main Line \| \| \| \| \| Metropolitan Line & Jubilee Line \| \| \| \| \| West Hampstead \| \| \| \| \| Midland Main Line \| \| \| \| \| Finchley Road & Frognal \| \| \| \| \| \| \| \| \| \| Hampstead Heath Tunnel \| \| \| \| \| \| \| \| \| \| Hampstead Heath \| \| \| \| \| \| \| \| \| \| \| \| \| \| \| Gospel Oak \| \| \| \| \| \| \| \| \| \| Bahnstrecke Gospel Oak–Barking \| \| \| \| \| Midland Main Line \| \| \| \| \| Kentish Town West \| \| \| \| \| zur West Coast Main Line \| \| \| \| \| \| \| \| \| \| Camden Road \| \| \| \| \| 3/4-viergleisiger Abschnitt \| \| \| \| \| nach St Pancras/High Speed 1 \| \| \| \| \| Midland Main Line \| \| \| \| \| zur East Coast Main Line \| \| \| \| \| Maiden Lane (1887–1917) \| \| \| \| \| East Coast Main Line \| \| \| \| \| Caledonian Road & Barnsbury \| \| \| \| \| Highbury & Islington Northern City Line \| \| \| \| \| zur East Coast Main Line \| \| \| \| \| Canonbury \| \| \| \| \| Mildmay Park (1880–1934) \| \| \| \| \| \| \| \| \| \| Dalston Kingsland East London Line (ab 2010) \| \| \| \| \| \| \| \| \| \| \| \| \| \| \| Dalston Junction (1865–1986, seit 2010) \| \| \| \| \| Haggerston (1867–1940, seit 2010) \| \| \| \| \| Hoxton (seit 2010) \| \| \| \| \| Shoreditch (1865–1941) \| \| \| \| \| East London Line \| \| \| \| \| Broad Street (1865–1986) \| \| \| \| \| zu den Lea Valley Lines \| \| \| \| \| West Anglia Main Line \| \| \| \| \| Hackney Central \| \| \| \| \| Homerton \| \| \| \| \| Victoria Park (1856–1943) \| \| \| \| \| zur North London Railway nach Poplar \| (1850–1944) \| \| \| \| Hackney Wick \| \| \| \| \| River Lea \| \| \| \| \| zu den Lea Valley Lines \| \| \| \| \| \| \| \| \| \| Great Eastern Main Line \| \| \| \| \| Central Line \| \| \| \| \| Stratford Endstation Jubilee Line \| \| \| \| \| Wendeanlage Stratford \| \| \| \| \| \| \| \| \| \| Stratford Market (1847–1957) \| \| \| \| \| District Line und Hammersmith & City Line \| \| \| \| \| London, Tilbury and Southend Line \| \| \| \| \| West Ham (Betrieb auf NLL 2006 eingestellt) \| \| \| \| \| Canning Town (Betrieb auf NLL 2006 eingestellt) \| \| \| \| \| Jubilee Line nach Canary Wharf \| \| \| \| \| Ehem. Strecke nach Silvertown \| \| \| \| \| Tidal Basin (1858–1943) \| \| \| \| \| Custom House (Betrieb auf NLL 2006 eingestellt) \| \| \| \| \| \| \| \| \| \| Connaught Tunnel \| \| \| \| \| \| \| \| \| \| ehem. Strecke von Canning Town \| \| \| \| \| Silvertown & London City Airport (1863–2006) \| \| \| \| \| North Woolwich (1847–2006) \| \| |                      |                                                 |                                                 |
| Bahnhof · Kopfbahnhof Streckenanfang |                      | Richmond                                        | Richmond                                        |
| Abzweig geradeaus und nach links · Abzweig geradeaus und von rechts |                      | Verbindung zur Windsor Line                     | Verbindung zur Windsor Line                     |
| Verschwenkung nach rechts · Haltepunkt / Haltestelle |                      | Kew Gardens                                     | Kew Gardens                                     |
| Brücke über Wasserlauf |                      | Themse (Kew Railway Bridge)                     | Themse (Kew Railway Bridge)                     |
| Kreuzung geradeaus oben |                      | Hounslow Loop Line                              | Hounslow Loop Line                              |
| Abzweig geradeaus und ehemals von links |                      | zur Hounslow Loop Line                          | zur Hounslow Loop Line                          |
| Haltepunkt / Haltestelle |                      | Gunnersbury                                     | Gunnersbury                                     |
| Abzweig geradeaus und nach rechts |                      | zur District Line                               | zur District Line                               |
| Kreuzung mit U-Bahn geradeaus unten |                      | District Line und Piccadilly Line               | District Line und Piccadilly Line               |
| Abzweig geradeaus und von links |                      | zur Hounslow Loop Line                          | zur Hounslow Loop Line                          |
| Strecke · Strecke von links (außer Betrieb) |                      | ehem. Zweig der District Line                   | ehem. Zweig der District Line                   |
| Haltepunkt / Haltestelle · Haltepunkt / Haltestelle (Strecke außer Betrieb) |                      | South Acton                                     | South Acton                                     |
| Abzweig geradeaus und ehemals von links · Strecke nach rechts (außer Betrieb) |                      |                                                 |                                                 |
| Haltepunkt / Haltestelle |                      | Acton Central                                   | Acton Central                                   |
| Kreuzung geradeaus oben |                      | Great Western Main Line                         | Great Western Main Line                         |
| Kreuzung mit U-Bahn geradeaus oben |                      | Central Line                                    | Central Line                                    |
| Kreuzung geradeaus oben |                      | GW Chiltern Connection                          | GW Chiltern Connection                          |
| Abzweig geradeaus und nach links |                      | zur West Coast Main Line                        | zur West Coast Main Line                        |
| Abzweig geradeaus und von rechts |                      | West London Line                                | West London Line                                |
| Kreuzung geradeaus oben |                      | West Coast Main Line                            | West Coast Main Line                            |
| Turmbahnhof geradeaus oben |                      | Willesden Junction DC Line/Bakerloo Line        | Willesden Junction DC Line/Bakerloo Line        |
| Abzweig geradeaus und von rechts |                      | zur DC Line                                     | zur DC Line                                     |
| Abzweig geradeaus und von links |                      | zur West Coast Main Line                        | zur West Coast Main Line                        |
| Abzweig geradeaus und nach links · Betriebs-/Güterbahnhof Streckenende und quer |                      | Wendeanlage Kensal Green                        | Wendeanlage Kensal Green                        |
| ehemaliger Haltepunkt / Haltestelle |                      | Kensal Green & Harlesden (1861–1873)            | Kensal Green & Harlesden (1861–1873)            |
| Haltepunkt / Haltestelle |                      | Kensal Rise                                     | Kensal Rise                                     |
| Haltepunkt / Haltestelle |                      | Brondesbury Park                                | Brondesbury Park                                |
| Haltepunkt / Haltestelle |                      | Brondesbury                                     | Brondesbury                                     |
| Kreuzung geradeaus unten |                      | Chiltern Main Line                              | Chiltern Main Line                              |
| Kreuzung mit U-Bahn geradeaus unten |                      | Metropolitan Line & Jubilee Line                | Metropolitan Line & Jubilee Line                |
| Bahnhof |                      | West Hampstead                                  | West Hampstead                                  |
| Kreuzung geradeaus oben |                      | Midland Main Line                               | Midland Main Line                               |
| Haltepunkt / Haltestelle |                      | Finchley Road & Frognal                         | Finchley Road & Frognal                         |
| Tunnelanfang |                      |                                                 |                                                 |
| Strecke (im Tunnel) |                      | Hampstead Heath Tunnel                          | Hampstead Heath Tunnel                          |
| Tunnelende |                      |                                                 |                                                 |
| Haltepunkt / Haltestelle |                      | Hampstead Heath                                 | Hampstead Heath                                 |
| Strecke von links · Abzweig geradeaus und nach rechts |                      |                                                 |                                                 |
| Strecke · Strecke nach links · Strecke von rechts |                      |                                                 |                                                 |
| Haltepunkt / Haltestelle · Haltepunkt / Haltestelle Streckenanfang · Strecke |                      | Gospel Oak                                      | Gospel Oak                                      |
| Strecke · Strecke nach links · Abzweig geradeaus und von rechts |                      |                                                 |                                                 |
| Strecke · Strecke nach links |                      | Bahnstrecke Gospel Oak–Barking                  | Bahnstrecke Gospel Oak–Barking                  |
| Kreuzung geradeaus oben |                      | Midland Main Line                               | Midland Main Line                               |
| Haltepunkt / Haltestelle |                      | Kentish Town West                               | Kentish Town West                               |
| Abzweig geradeaus und von rechts |                      | zur West Coast Main Line                        | zur West Coast Main Line                        |
| Abzweig geradeaus und ehemals nach links · Strecke von rechts (außer Betrieb) |                      |                                                 |                                                 |
| Bahnhof · Strecke (außer Betrieb) |                      | Camden Road                                     | Camden Road                                     |
| Abzweig geradeaus und nach links · Abzweig ehemals geradeaus und von rechts |                      | 3/4-viergleisiger Abschnitt                     | 3/4-viergleisiger Abschnitt                     |
| Abzweig geradeaus und nach rechts · Strecke |                      | nach St Pancras/High Speed 1                    | nach St Pancras/High Speed 1                    |
| Kreuzung geradeaus oben · Kreuzung geradeaus oben |                      | Midland Main Line                               | Midland Main Line                               |
| Abzweig geradeaus und nach rechts · Strecke |                      | zur East Coast Main Line                        | zur East Coast Main Line                        |
| ehemaliger Haltepunkt / Haltestelle · ehemaliger Haltepunkt / Haltestelle |                      | Maiden Lane (1887–1917)                         | Maiden Lane (1887–1917)                         |
| Kreuzung geradeaus oben · Kreuzung geradeaus oben |                      | East Coast Main Line                            | East Coast Main Line                            |
| Haltepunkt / Haltestelle · Strecke |                      | Caledonian Road & Barnsbury                     | Caledonian Road & Barnsbury                     |
| Turmbahnhof geradeaus oben · Kreuzung geradeaus oben |                      | Highbury & Islington Northern City Line         | Highbury & Islington Northern City Line         |
| Strecke · Abzweig geradeaus und von links |                      | zur East Coast Main Line                        | zur East Coast Main Line                        |
| Haltepunkt / Haltestelle · Strecke |                      | Canonbury                                       | Canonbury                                       |
| Strecke · ehemaliger Haltepunkt / Haltestelle |                      | Mildmay Park (1880–1934)                        | Mildmay Park (1880–1934)                        |
| Abzweig geradeaus und nach links · Abzweig geradeaus und von rechts |                      |                                                 |                                                 |
| Strecke · Haltepunkt / Haltestelle |                      | Dalston Kingsland East London Line (ab 2010)    | Dalston Kingsland East London Line (ab 2010)    |
| Strecke · Tunnel |                      |                                                 |                                                 |
| Abzweig geradeaus und ehemals von links · Abzweig geradeaus und ehemals von rechts |                      |                                                 |                                                 |
| Haltepunkt / Haltestelle · Strecke |                      | Dalston Junction (1865–1986, seit 2010)         | Dalston Junction (1865–1986, seit 2010)         |
| Haltepunkt / Haltestelle · Strecke |                      | Haggerston (1867–1940, seit 2010)               | Haggerston (1867–1940, seit 2010)               |
| Haltepunkt / Haltestelle · Strecke |                      | Hoxton (seit 2010)                              | Hoxton (seit 2010)                              |
| ehemaliger Haltepunkt / Haltestelle · Strecke |                      | Shoreditch (1865–1941)                          | Shoreditch (1865–1941)                          |
| Abzweig ehemals geradeaus und nach rechts · Strecke |                      | East London Line                                | East London Line                                |
| Kopfbahnhof Streckenende (Strecke außer Betrieb) · Strecke |                      | Broad Street (1865–1986)                        | Broad Street (1865–1986)                        |
| Abzweig geradeaus und nach rechts |                      | zu den Lea Valley Lines                         | zu den Lea Valley Lines                         |
| Kreuzung geradeaus unten |                      | West Anglia Main Line                           | West Anglia Main Line                           |
| Haltepunkt / Haltestelle |                      | Hackney Central                                 | Hackney Central                                 |
| Haltepunkt / Haltestelle |                      | Homerton                                        | Homerton                                        |
| ehemaliger Haltepunkt / Haltestelle |                      | Victoria Park (1856–1943)                       | Victoria Park (1856–1943)                       |
| Abzweig geradeaus und ehemals nach rechts |                      | zur North London Railway nach Poplar            | (1850–1944)                                     |
| Haltepunkt / Haltestelle |                      | Hackney Wick                                    | Hackney Wick                                    |
| Brücke über Wasserlauf |                      | River Lea                                       | River Lea                                       |
| Abzweig geradeaus, nach links und von links · Strecke quer |                      | zu den Lea Valley Lines                         | zu den Lea Valley Lines                         |
| Abzweig geradeaus und nach links · Strecke von rechts |                      |                                                 |                                                 |
| Abzweig quer, nach links und nach rechts · Kreuzung geradeaus unten |                      | Great Eastern Main Line                         | Great Eastern Main Line                         |
| Kreuzung mit U-Bahn geradeaus unten |                      | Central Line                                    | Central Line                                    |
| U-Bahn-Kopfbahnhof Streckenanfang · Bahnhof |                      | Stratford Endstation Jubilee Line               | Stratford Endstation Jubilee Line               |
| U-Bahn-Strecke · Betriebs-/Güterbahnhof Strecke ab hier außer Betrieb |                      | Wendeanlage Stratford                           | Wendeanlage Stratford                           |
| U-Bahn-Strecke · Strecke (außer Betrieb) |                      |                                                 |                                                 |
| U-Bahn-Strecke · Haltepunkt / Haltestelle (Strecke außer Betrieb) |                      | Stratford Market (1847–1957)                    | Stratford Market (1847–1957)                    |
| U-Bahn-Kreuzung geradeaus unten · Kreuzung mit U-Bahn geradeaus unten (Strecke geradeaus außer Betrieb) |                      | District Line und Hammersmith & City Line       | District Line und Hammersmith & City Line       |
| U-Bahn-Kreuzung mit Eisenbahn geradeaus unten · Kreuzung geradeaus unten (Strecke geradeaus außer Betrieb) |                      | London, Tilbury and Southend Line               | London, Tilbury and Southend Line               |
| U-Bahn-Haltepunkt / Haltestelle · Haltepunkt / Haltestelle (Strecke außer Betrieb) |                      | West Ham (Betrieb auf NLL 2006 eingestellt)     | West Ham (Betrieb auf NLL 2006 eingestellt)     |
| U-Bahn-Haltepunkt / Haltestelle · Haltepunkt / Haltestelle (Strecke außer Betrieb) |                      | Canning Town (Betrieb auf NLL 2006 eingestellt) | Canning Town (Betrieb auf NLL 2006 eingestellt) |
| U-Bahn-Tunnelanfang · Strecke (außer Betrieb) |                      | Jubilee Line nach Canary Wharf                  | Jubilee Line nach Canary Wharf                  |
| Strecke von links (außer Betrieb) · Abzweig geradeaus und nach rechts (Strecke außer Betrieb) |                      | Ehem. Strecke nach Silvertown                   | Ehem. Strecke nach Silvertown                   |
| Haltepunkt / Haltestelle (Strecke außer Betrieb) |                      | Tidal Basin (1858–1943)                         | Tidal Basin (1858–1943)                         |
| Haltepunkt / Haltestelle (Strecke außer Betrieb) |                      | Custom House (Betrieb auf NLL 2006 eingestellt) | Custom House (Betrieb auf NLL 2006 eingestellt) |
| Tunnelanfang (Strecke außer Betrieb) |                      |                                                 |                                                 |
| Strecke (außer Betrieb) (im Tunnel) |                      | Connaught Tunnel                                | Connaught Tunnel                                |
| Tunnelende (Strecke außer Betrieb) |                      |                                                 |                                                 |
| Strecke nach links (außer Betrieb) · Abzweig geradeaus und von rechts (Strecke außer Betrieb) |                      | ehem. Strecke von Canning Town                  | ehem. Strecke von Canning Town                  |
| Haltepunkt / Haltestelle (Strecke außer Betrieb) |                      | Silvertown & London City Airport (1863–2006)    | Silvertown & London City Airport (1863–2006)    |
| Kopfbahnhof Streckenende (Strecke außer Betrieb) |                      | North Woolwich (1847–2006)                      | North Woolwich (1847–2006)                      |

Die North London Line ist eine Eisenbahnlinie, die durch den Norden Londons verläuft. Die Linie beschreibt einen Halbkreis, der in Richmond im Südwesten beginnt und sich dann nördlich der Innenstadt in den Osten der Stadt nach Stratford zieht. Die Strecke kreuzt zahlreiche der Radiallinien, die in der Innenstadt beginnen, und ermöglicht so einen schnelleren und bequemeren Weg, die Stadt zu durchqueren, ohne durch die Innenstadt fahren zu müssen. Bis 2006 führte die Linie im Osten weiter nach North Woolwich, doch dieser Streckenabschnitt wurde nach dem Ausbau der Docklands Light Railway (DLR) stillgelegt. Auf der North London Line verkehren Personenzüge von London Overground (Mildmay Line) sowie Güterzüge.

## Geschichte
Die North London Line wurde durch den Zusammenschluss zweier anderer Linien gebildet. Der westliche Teil der Strecke, die North London Railway (NLR), verlief von Richmond über Dalston zum Bahnhof Broad Street direkt westlich des heutigen Bahnhofs Liverpool Street und wurde 1869 eröffnet. Die NLR besaß auch eine Zweigstrecke von Dalston nach Stratford, die nach 1944 nur von Güterzügen befahren wurde.
Der östliche Streckenteil war Teil der Linie zwischen North Woolwich über Stratford nach Tottenham Hale. Diese war 1846 als Eastern Counties and Thames Junction Railway eröffnet worden und führte zeitweilig nach Palace Gates (Wood Green) in der Nähe des heutigen Bahnhofs Alexandra Palace. Im Rahmen weitreichender Streckenschließungen am nördlichen Ende wurde die nördliche Endstation 1963 nach Tottenham Hale verlegt.
1979 wurde eine neue Zugverbindung unter der Bezeichnung CrossTown LinkLine zwischen North Woolwich und Camden Road eingerichtet. Zu Beginn bestanden keine Zwischenhalte, die in den 1940er Jahren geschlossenen Bahnhöfe Hackney Wick und Hackney Central wurden später in alter Lage wiedereröffnet, der Bahnhof Homerton danach noch neu gebaut. Da die Strecke nicht elektrifiziert war, wurden die Leistungen mit Dieseltriebwagen erbracht. Gleichzeitig mit der Einführung der CrossTown LinkLine entstanden in West Ham neue Bahnsteige, um einen Übergang zur U-Bahn herzustellen.
In den 1980er Jahren wurde die Schließung und der Abriss des Kopfbahnhofs Broad Street beschlossen. Währenddessen stellte man die Bedienung der Verbindung zwischen Stratford und Tottenham Hale ein und schloss den Bahnhof Lea Bridge. So wurden die beiden Strecken unter dem Namen CrossTown LinkLine verbunden; obwohl die Strecke nach der Schließung des Bahnhofs Broad Street mit Stromschienen elektrifiziert wurde, leitete man die Züge zur Broad Street nach North Woolwich um. British Rail vermarktete die neue Verbindung als North London Link.
Am 9. Dezember 2006 wurde der Abschnitt zwischen Stratford und North Woolwich dauerhaft stillgelegt, um Platz für die spätere Verlängerung der Docklands Light Railway (DLR) zwischen Canning Town und Stratford International zu schaffen. Der Abschnitt südlich von Canning Town verläuft weitgehend parallel zu den DLR-Strecken nach Beckton und King George V, der Abschnitt zwischen Canning Town und Stratford parallel zur Jubilee Line.
Am 11. November 2007 wurde die Verwaltung der Strecke von Network Rail auf Transport for London übertragen. Die Linie wird seither als Teil des London-Overground-Netzes betrieben. In Verbindung mit dem Versprechen, Investitionen in die Infrastruktur zu tätigen, führte Transport for London auf dieser Linie als erste reine Eisenbahnlinie das Oyster-Card-System mit elektronischen Tickets ein. Seit März 2011 benutzt die verlängerte East London Line (ELL) Teile der North London Line mit, zwischen Dalston Junction und Highbury & Islington.

### Frühere Angebote
Zusätzlich zu den anfänglichen Leistungen zwischen Richmond und Broad Street wurden Leistungen auf der West Coast Main Line erbracht, die Broad Street mit Harrow & Wealdstone verbanden. Die meisten dieser Züge nutzten mit einem Zwischenhalt in Primrose Hill einen Abzweig zwischen South Hampstead und Camden Road. Die übrigen Züge verkehrten über Hampstead Heath und erreichten die Watford Line in Willesden Junction. Nach der Schließung des Bahnhofs Broad Street wurden diese Leistungen nur noch zu Stoßzeiten erbracht und über eine neue Verbindung in Hackney zur Liverpool Street umgeleitet. Nach häufigen Zugausfällen und Fahrplanänderungen, die eine Ankunft in London nach Beginn der Bürostunden sowie die Abfahrten der Abendzüge unpassend zu den Bürozeiten vorsahen, war die Auslastung der Züge sehr niedrig; diese wurden nach einigen Jahren komplett eingestellt.
Im Jahr 2000 richtete Anglia Railways (heute National Express East Anglia) eine Verbindung ein, die Teile der North London Line nutzte. Zwischen Camden Road und Stratford sind heute noch Reste von Kehrgleisen zu sehen, die die Kapazität der Strecke erhöhen sollten. Diese Züge, die fünf Mal täglich in einem angenäherten Zweistundentakt zwischen Basingstoke und Chelmsford verkehrten, wurden unter dem Namen London Crosslink vermarktet. Die Züge hielten nur an Hauptknoten wie Staines, Feltham und Brentford. Auf der North London Line wurden die Bahnhöfe Stratford, Highbury & Islington, Camden Road (nur einige Züge) und West Hampstead bedient. Einige Jahre später wurden diese Leistungen aufgrund zu hoher Kosten und zunehmenden Kapazitätsengpässen wieder gestrichen.
Für den Misserfolg dieses Angebots werden die unzureichende Werbung und fehlende Einbindung in bereits existierende Leistungen verantwortlich gemacht. Dies führte zu Fahrzeiten ohne erkennbares Taktmuster, zu Reisezeiten, die deutlich über den tatsächlich notwendigen lagen und nur wenigen Verbindungen zu Stoßzeiten. Diese Bedingungen führten zu einer Auslastung, die erheblich unter den Erwartungen lag. Einige Kritiker behaupten, dass die Leistungen bei den Bahngesellschaften unbeliebt waren und demzufolge ungenügend vermarktet wurden und mit einem höheren Engagement erfolgreicher hätten sein können. Viele Fahrgäste, die die Züge benutzt haben, schätzten hingegen die Komfort, durch London zu reisen, ohne umsteigen zu müssen.

## Strecke
Der Großteil der Linie verläuft halbkreisförmig durch den Norden Londons, nur die Bahnhöfe Richmond und Kew Gardens liegen südlich der Themse. Über den Fluss führt die Kew Railway Bridge. Zwischen Richmond und der Abzweigstelle Gunnersbury Junction besteht Gemeinschaftsbetrieb mit der District Line der London Underground, in diesem Abschnitt gibt es zusätzliche Rückleitungsstromschienen in Gleismitte. Der Standort der östlichen Endstation variierte über die Jahre. Von 1944 bis 1985 war es Broad Street, danach North Woolwich, seit 2006 ist es Stratford. Zwischen den Bahnhöfen Finchley Road & Frognal und Hampstead Heath verläuft unter dem erhöht liegenden Stadtteil Hampstead der Hampstead Heath Tunnel.
Die Linie ist durchgehend zweigleisig ausgebaut, zwischen Camden Road und Dalston Kingsland liegen abschnittsweise drei oder vier Gleise. Der ehemalige Abschnitt nach North Woolwich war zwischen Custom House und der Endstation teilweise ein-, die Zweigstrecke zur Broad Street viergleisig. Zwischen Richmond und Acton Central, zwischen Camden Road und Dalston Kingsland (südliches Gleispaar) sowie zwischen Dalston Kingsland und Stratford ist die Linie mit Stromschienen elektrifiziert. Oberleitungen bestehen zwischen Acton Central und Camden Road, zwischen Camden Road und Dalston Kingsland (nur Güterverkehr) sowie zwischen Dalston Kingsland und dem Abzweig Channelsea Junctions.

## Geschlossene Bahnhöfe
Eine Reihe von Bahnhöfen der ursprünglichen Linie wurden im Laufe der Zeit geschlossen. Dazu gehören:
- Maiden Lane – Dieser Bahnhof befand sich zwischen Camden Road und Caledonian Road & Barnsbury an der York Road, nördlich des Güterlagers des Bahnhofs King’s Cross. Heute befindet sich dort das Tunnelportal des High Speed 1.
- Mildmay Park – Zwischen Canonbury und Dalston Kingsland gelegen. Er befand sich im Mildmay Park zwischen dem Newington Green und der Balls Pond Road. Der Bahnhof wurde 1934, vermutlich wegen des geringen Abstands zum Bahnhof Canonbury, geschlossen. Die Fahrkartenschalter befanden sich in geziegelten Brückenpfeilern und wurden 1980 abgerissen. Heute sind nur noch Reste der Bahnsteige vorhanden.
- Victoria Park – Zwischen Homerton und Hackney Wick gelegen. Bei diesem Bahnhof handelte es sich um einen großen Knotenpunkt mit einem Ast der Strecke zwischen der Old Ford Road und Bow Church (heute Bow Church (DLR)), der diesen beliebten Park im Osten Londons bediente. Der Bahnhof wurde zwischenzeitlich komplett abgerissen und die Gleisanlagen wurden beim Bau der East Cross Route neu verlegt.

### Zweigstrecke zur Broad Street
Die Zweigstrecke der North London Line führte von der Verzweigung Dalston zum Kopfbahnhof Broad Street. Weitere Bahnhöfe an der Strecke waren Shoreditch, Haggerston und Dalston Junction. Obwohl die Gleise nach der Stilllegung entfernt wurden, blieb die Trasse weitgehend erhalten. Der größte Teil dieser Strecke wird für die Verlängerung der East London Line wiederverwendet, wobei die Bahnhöfe Haggerston und Dalston Junction neu errichtet werden.

### Abschnitt nach North Woolwich
Am 9. Dezember 2006 wurde der Abschnitt zwischen Stratford und North Woolwich geschlossen.
- West Ham
- Canning Town
- Custom House
- Silvertown
- North Woolwich

Alle Bahnhöfe außer den zwei letztgenannten sind weiterhin geöffnet, sie werden entweder durch die DLR oder die Jubilee Line bedient. Die 2006 eröffnete Zweigstrecke der DLR nach King George V verläuft weitgehend parallel zur North-Woolwich-Strecke und erschließt dasselbe Gebiet.

## Betrieb

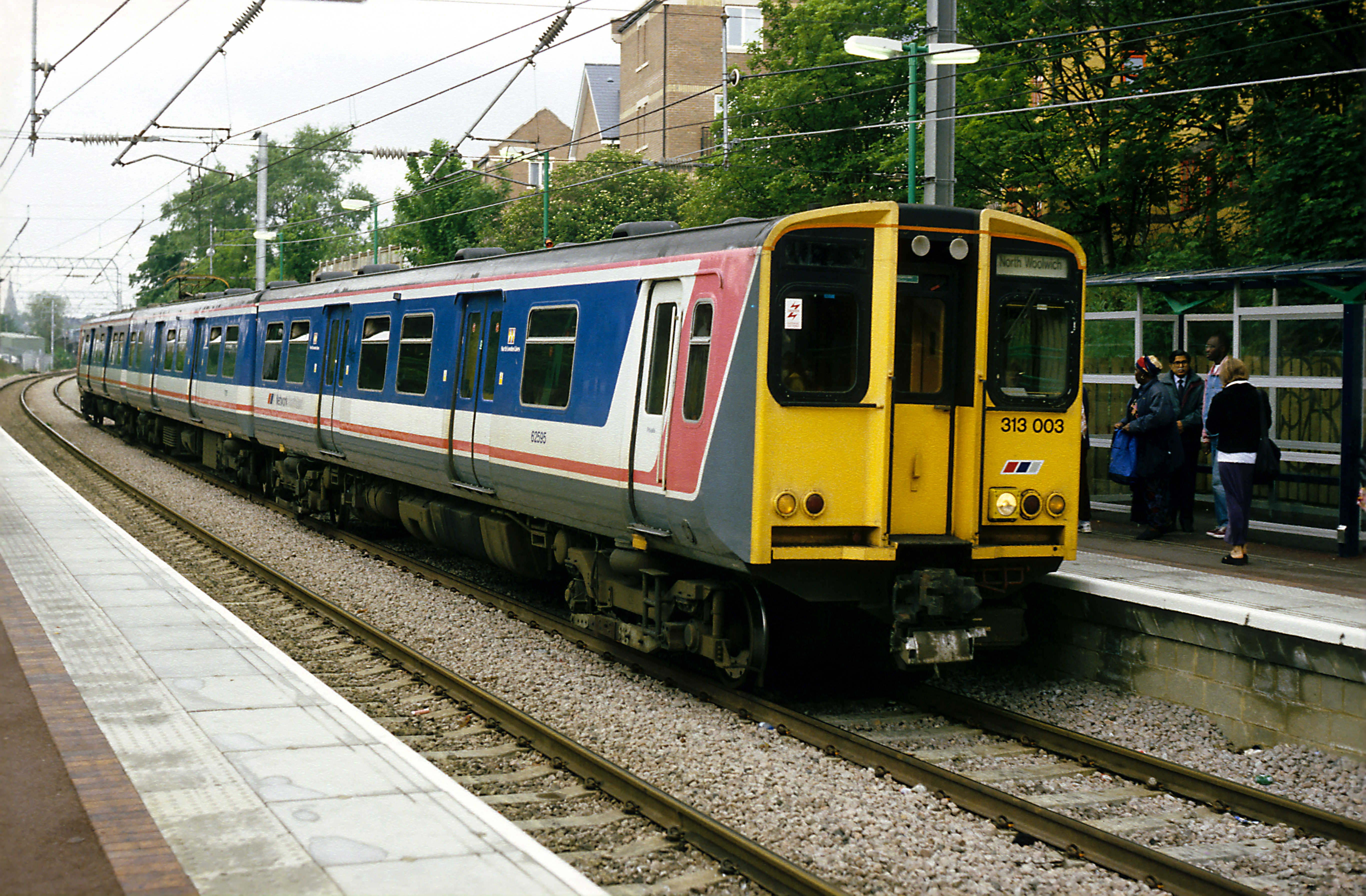
Zweisystemtriebzug der Reihe 313 im Network SouthEast-Anstrich, Hp West Hampstead (1997)

Bemerkenswert ist die technische Vielfalt der Strecke. Elektrifiziert wurde sie ursprünglich durchgehend mit dem Stromschienesystem der ehemaligen Southern, wobei zwischen Richmond und Gunnersbury Gemeinschaftsbetrieb mit der District Line von London Transport besteht und dort zusätzlich noch die separate Rückleitungsstromschiene in Gleismitte verlegt ist. Im Zug der Fernbahnelektrifizierung kamen Mitte der 1990er Jahre Abschnitte mit Wechselstromfahrleitung dazu, so dass die hier inzwischen unverzichtbaren Mehrsystemtriebzüge auf jeder Fahrt mehrere Systemwechsel passieren, zumindest zwischen Canonbury und Dalston Kingsland geschieht das auch ohne Halt.
Der Betreiber Silverlink setzte Zweisystemeinheiten der Reihe 313 ein, die schon von Network SouthEast für den Stromschienenbetrieb mit 750 V Gleich- und Fahrleitungsbetrieb mit 25 kV Wechselspannung beschafft wurden. Eine Einheit bestand aus drei Wagen, sie auch auf anderen Silverlink-Strecken eingesetzt. Im Rahmen des Projekts London Overground wurden sie ab 2009 durch Dreiwagenzüge der Reihe 378 ersetzt werden.
Die North London Line war bei den Fahrgästen für ausgesprochen schlechten Service bekannt. Die Züge auf dieser Strecke waren häufig überlastet und unzuverlässig. Kurzfristige Zugausfälle waren nicht ungewöhnlich und Fahrgäste dieser Linie häufig auf alternative Fahrtwege angewiesen. Die Strecke ist jedoch in den Verbundtarif von Transport for London einbezogen. Es bestehen berechtigte Hoffnungen, dass sich dieser Zustand im Rahmen der bevorstehenden Streckenübernahme durch Transport for London (TfL) und der Verknüpfung mit der East London Line (ab 2010) merklich verbessert.